# Trollrunor
Trollrunor (Trollruner på norska) är en bokserie i elva delar av den norsksvenska författaren Margit Sandemo. Serien gavs ut mellan år 2005 och 2007.
1. Skogen bortom dagen (norsk titel: Skogen bortenfor dagen, 219 sidor, utgiven 2005)[1]
2. Sandhammaren (Sandhammaren)
3. Där vinden får vila (Der vinden får vhile)
4. Blind måne
5. Månhäxan
6. Svartalver
7. Den blå jorden
8. Stenvargen
9. Den de glömde
10. Eko från Urtiden
11. Dagen gryr